# Sîn-šarru-iškun
Sîn-šarru-iškun war der vorletzte König des Assyrischen Reichs von 627 v. Chr. bis 612 v. Chr. Er war ein Sohn von Aššur-bāni-apli (biblischer Name Assurbanipal) und vermutlich der Bruder seines Nachfolgers und letzten Königs Aššur-uballiṭ II. Sein Name bedeutet „Sîn hat den König etabliert“.
Nach verschiedenen Quellen wurde seine Herrschaft zeitweise auch in Babylonien, Nippur, Sippar und Uruk anerkannt. Eine aus Uruk stammende Liste der Könige nennt ihn als König von Babylonien und Nachfolger von Sîn-šumu-līšir im Jahr 626 v. Chr., ohne dass er neben der assyrischen Königswürde diesen Titel jemals formell angenommen hätte. Dafür ist Sîn-šumu-līšir im Vorjahr auch als assyrischer König verzeichnet, obwohl er Babylonien vermutlich nie verlassen hat. Abweichende Angaben stammen aus anderen Quellen. Während dieser unruhigen Zeit wurde vermutlich in jeder Region, in der eine Liste geführt wurde, einfach derjenige eingetragen, der gerade die Verwaltung kontrollierte oder dessen Truppen in der Nähe waren. Die spätere neubabylonische Chronik verzeichnet ein Jahr ohne König.
Selbst wenn man seine angebliche Regierungszeit in Babylonien mit der von Sin-šumu-lišir zusammenrechnet, ergibt sich nur ein Jahr. Danach gelang es Nabopolassar mit seiner Rebellion, den assyrischen Gegner im Jahr 626 v. Chr. endgültig aus Babylonien zu vertreiben und den Schauplatz der anschließenden Kämpfe immer tiefer in dessen Kerngebiet auszudehnen.
612 v. Chr. starb Sîn-šarru-iškun bei einem gemeinsamen Angriff der Babylonier, Meder und Skythen auf seine Hauptstadt Ninive. In den verbliebenen, noch nicht eroberten assyrischen Gebieten im Westen um Harran erklärte sich Aššur-uballiṭ II. zum König. Nach der Katastrophe in Ninive war es ihm als obersten Feldherrn gelungen, sich mit einem Teil der Besatzung abzusetzen.